# HMS Beagle
HMS Beagle var ett fartyg tillhörande Storbritanniens flotta. Det byggdes som en 10-kanoners brigg av Cherokee-klass, men byggdes senare om till en sexkanoners bark. Fartyget sjösattes den 11 maj 1820, och är döpt efter hundrasen beagle. HMS Beagle var det fartyg som under Robert FitzRoys befäl förde bland andra Charles Darwin på en expedition på södra halvklotet åren 1831–1836.
HMS Beagle var fram till 1825 krigsfartyg och användes sedan för mätningar. Den deltog mellan 1826 och 1830 i en expedition under Phillip Parker King till Eldslandet. Efter resan fick fartyget åskledare och järnkanonerna ersattes med kononer i brons för att minska störningarna under mätningarna. När Darwins resa var avslutad deltog HMS Beagle mellan 1837 och 1843 i en expedition till Australien under John Clements Wickham och John Lort Stokes. Året 1847 förankrades fartyget vid mynningen av River Roach i England för motverka smuggling. Skeppet demonterades 1870.
Asteroiden 656 Beagle, rymdsonden Beagle 2 och Beaglekanalen i Eldslandet är uppkallade efter fartyget.